# Igreja de Santana (Belém)
A Igreja de Sant'Ana ou Igreja de Nossa Senhora de Sant'Ana da Campina é um templo católico construído em 1782 pelo arquiteto Antônio José Landi, localizado no bairro da Campina, em Belém, Pará, Brasil.
Faz parte do patrimônio histórico de Belém e do Brasil. Foi a segunda paróquia construída em Belém, na época colonial.

## História
A história de Belém como uma localidade remonta o século XVII. O primeiro povoamento urbano foi registrado em 1620.  Em 1719, a Diocese de Belém foi estabelecida, e em 1727 a construção da Igreja de Sant'Ana começou. A obra era dispendiosa aos cofres públicos, levando a sucessivos adiamentos; o término ocorreu apenas em 1782, quando se tornou a segunda paróquia da cidade. As primeiras reformas ocorreram em 1851.
Em 2002, a igreja estava em um estado precário de conservação, levando o Instituto do Patrimônio Histórico e Artístico Nacional (IPHAN) a iniciar uma obra de restauração. O projeto recebeu o apoio do Banco Nacional de Desenvolvimento Econômico e Social (BNDES). A restauração foi realizada em cinco etapas. Em 2012, a última etapa foi concluída. A restauração preservou suas linhas arquitetônicas.

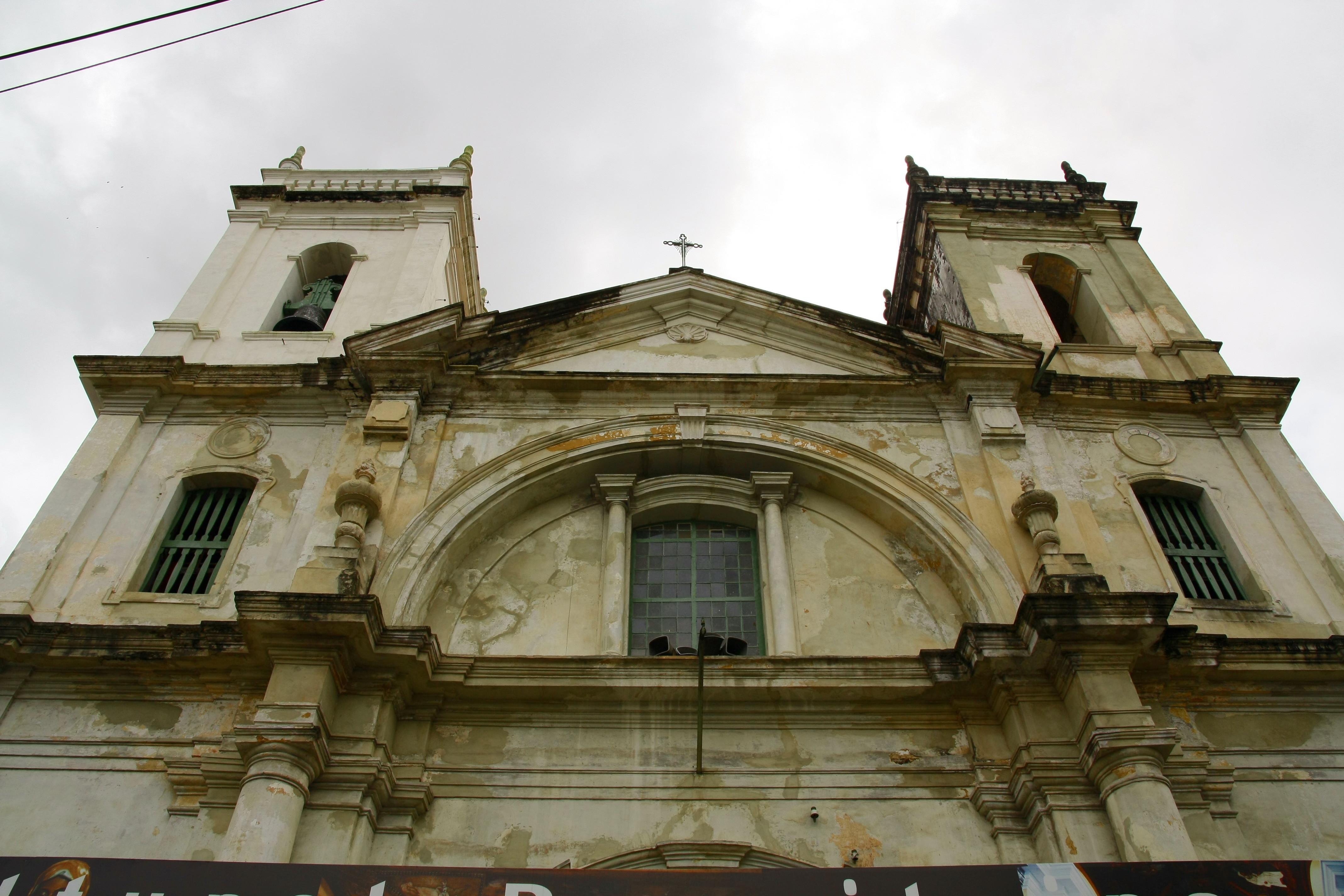
Antes da restauração, em 2009
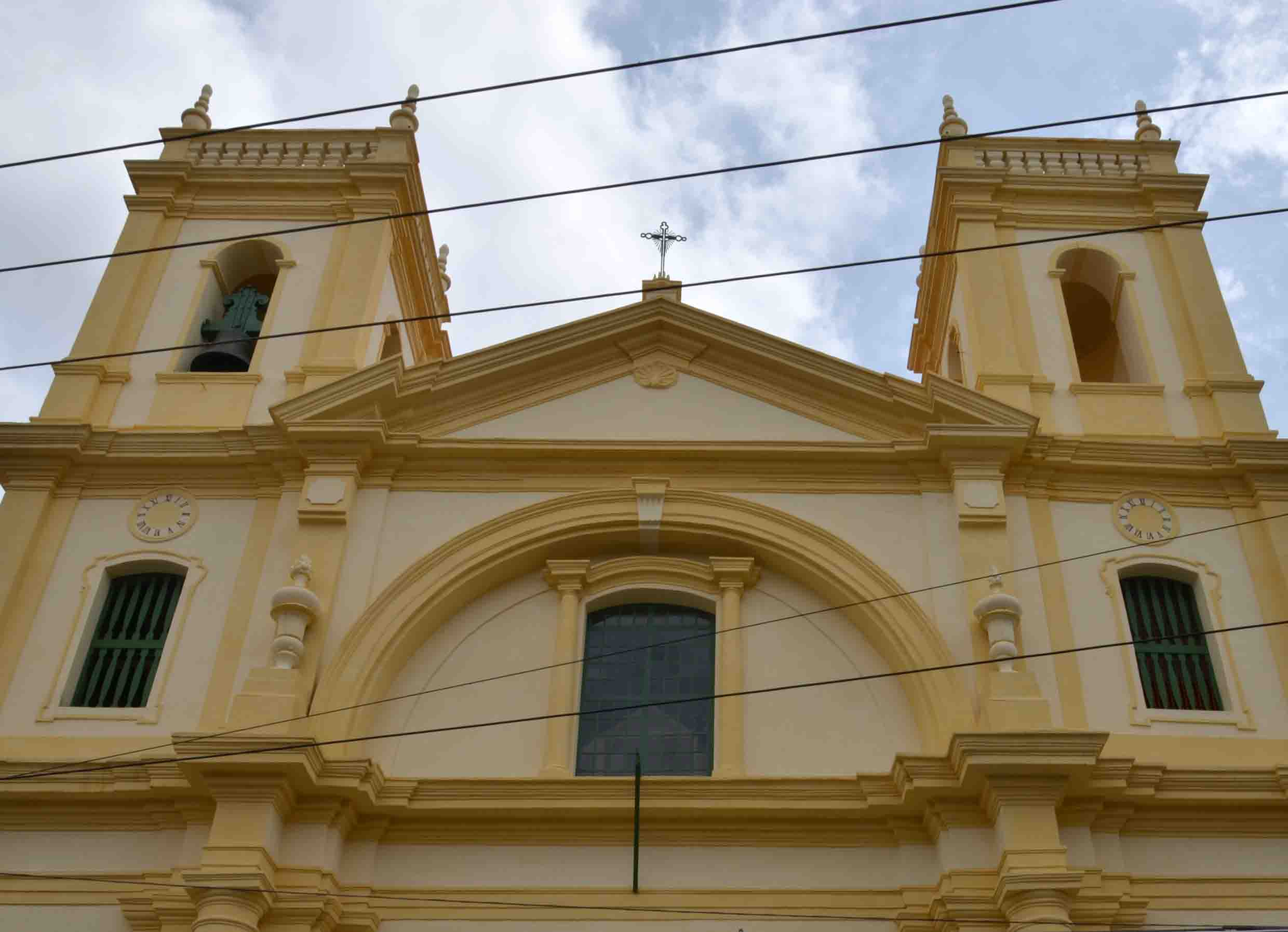
Depois da restauração, em 2012

## Arquitetura
A igreja foi projetada pelo arquiteto italiano Antônio Landi. Possui características neoclássicas, seguindo o estilo barroco. Além disso, foi influenciada pelo estilo colonial e o italiano, se assemelhando às igrejas venezianas.
Tem duas torres, com cada uma delas possuindo 39 metros de altura. O comprimento interno é de 37 metros, enquanto a largura interna é de 19,5 metros.
Os altares laterais são de mármore. Nas capelas laterais há duas telas de Pedro Alexandrino; cada uma possui seis metros de comprimento e três de altura. Não se sabe a origem de tais telas, embora se saiba que foram feitas em 1778. As telas foram restauradas.

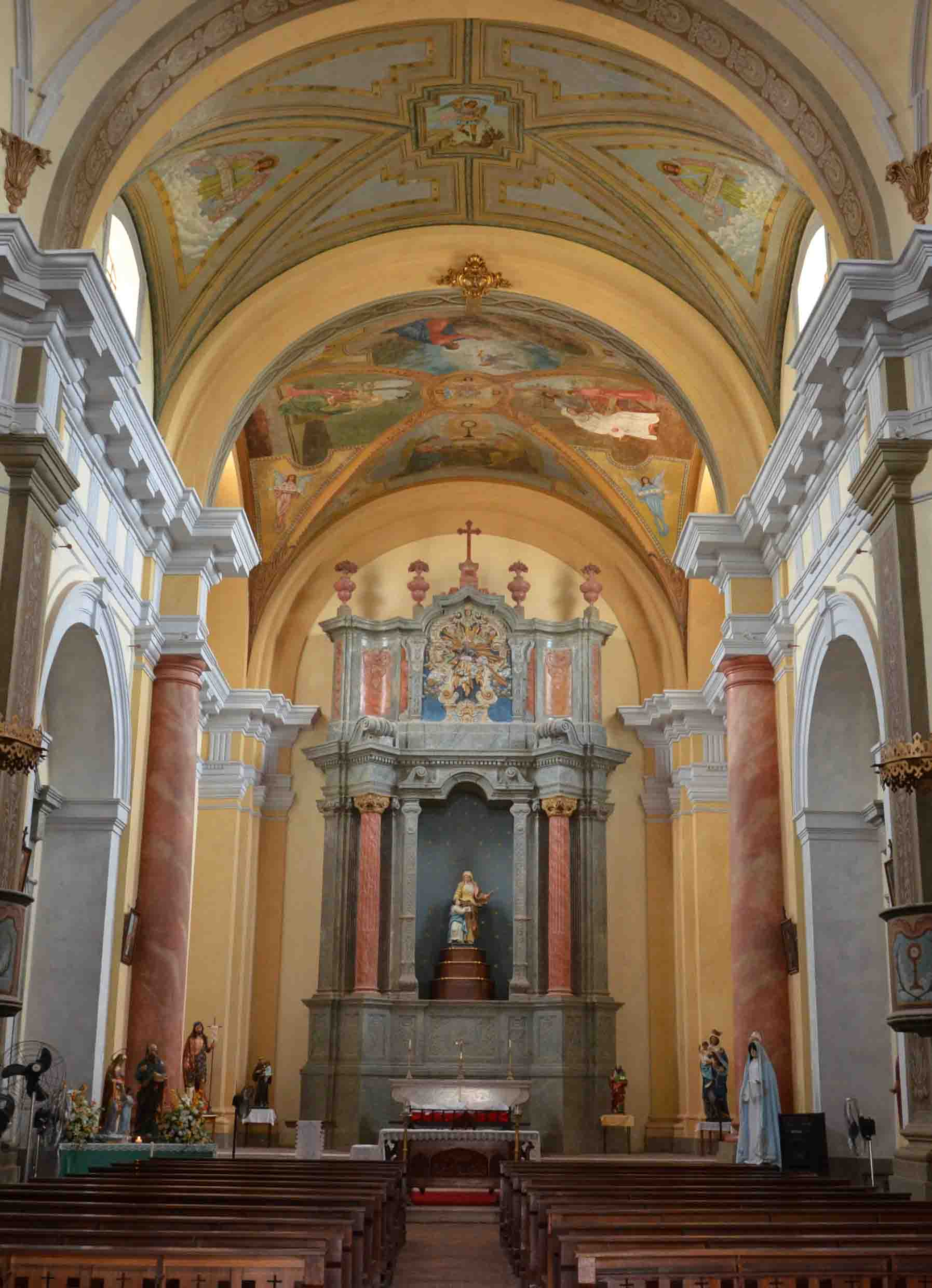
Parte interior
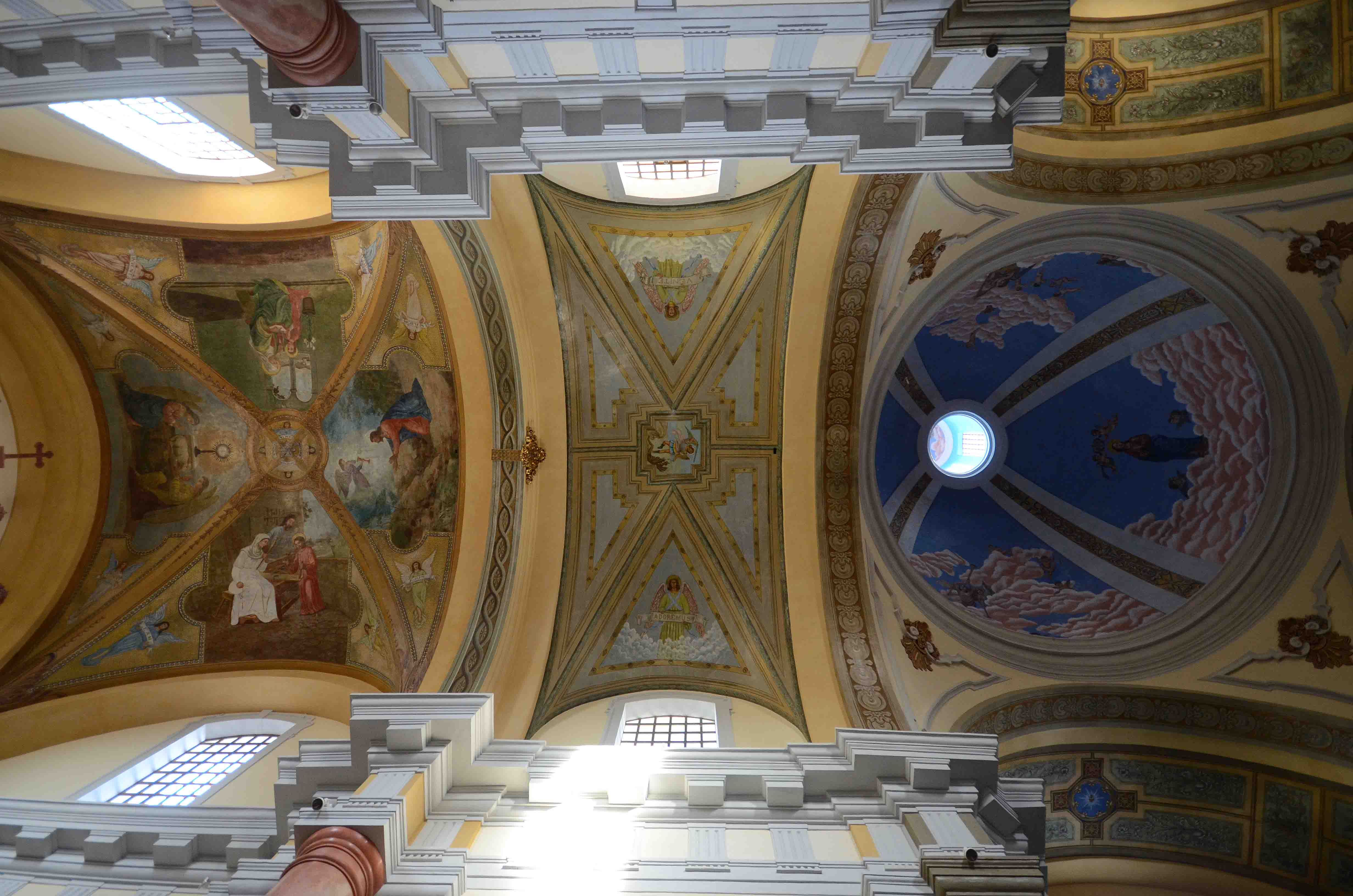
Paineis

## Tombamento
A Igreja de Nossa Senhora de Sant'Ana foi tombada como Patrimônio Cultural Material Nacional pelo Instituto do Patrimônio Histórico e Artístico Nacional em 23 de janeiro de 1962. O tombamento inclui todo o seu acervo.